# Gorno Sonyé
Gorno Sonyé ou Gorno Solnyé (en macédonien Горно Соње ou Горно Солње) est un village du nord de la Macédoine du Nord, situé dans la municipalité de Sopichté. Le village comptait 219 habitants en 2002. Il se trouve sur le versant sud du mont Vodno.

## Démographie
Lors du recensement de 2002, le village comptait :
- Macédoniens : 207
- Serbes : 9
- Autres : 3